# 豬排

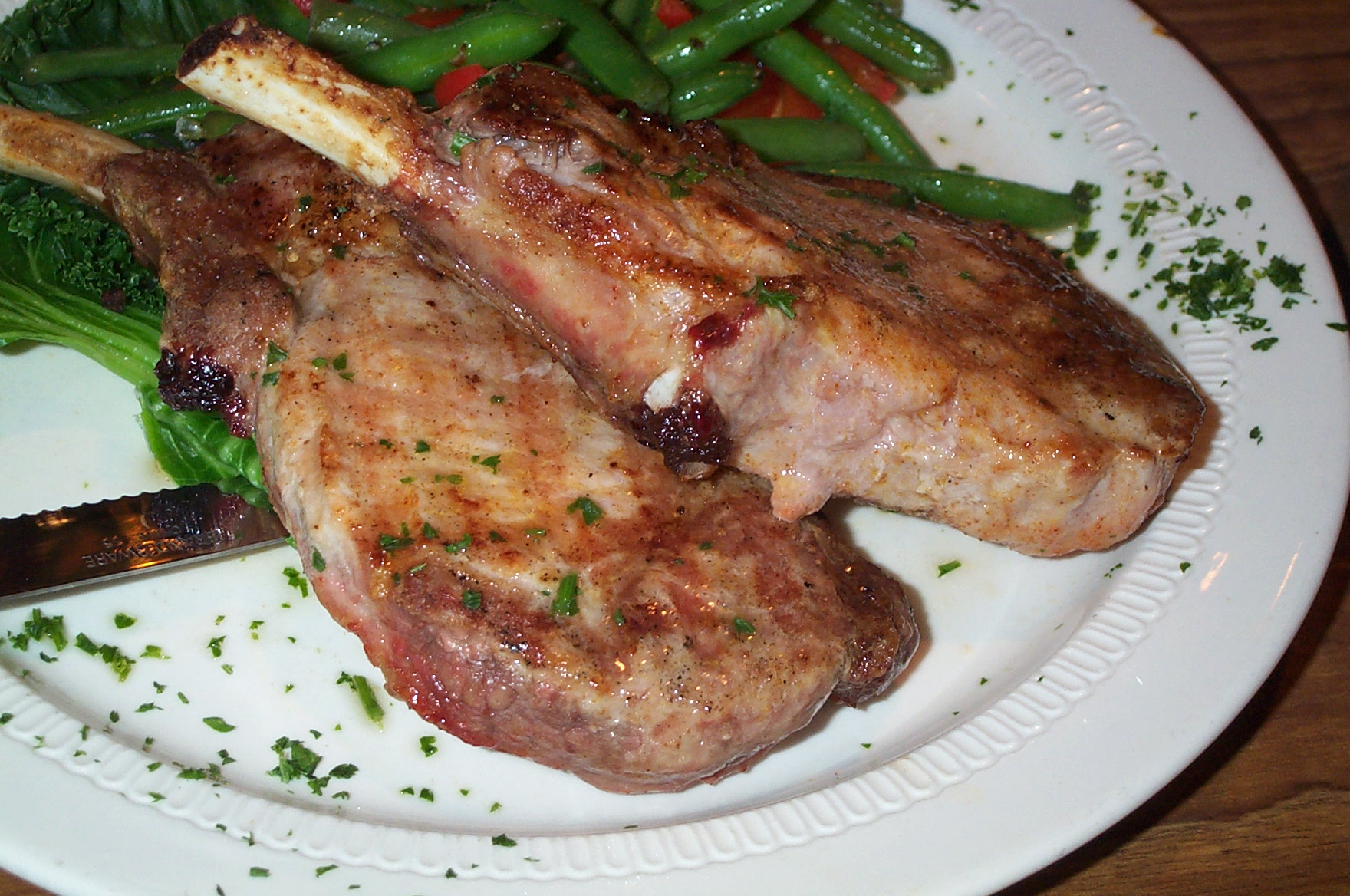
烤豬排

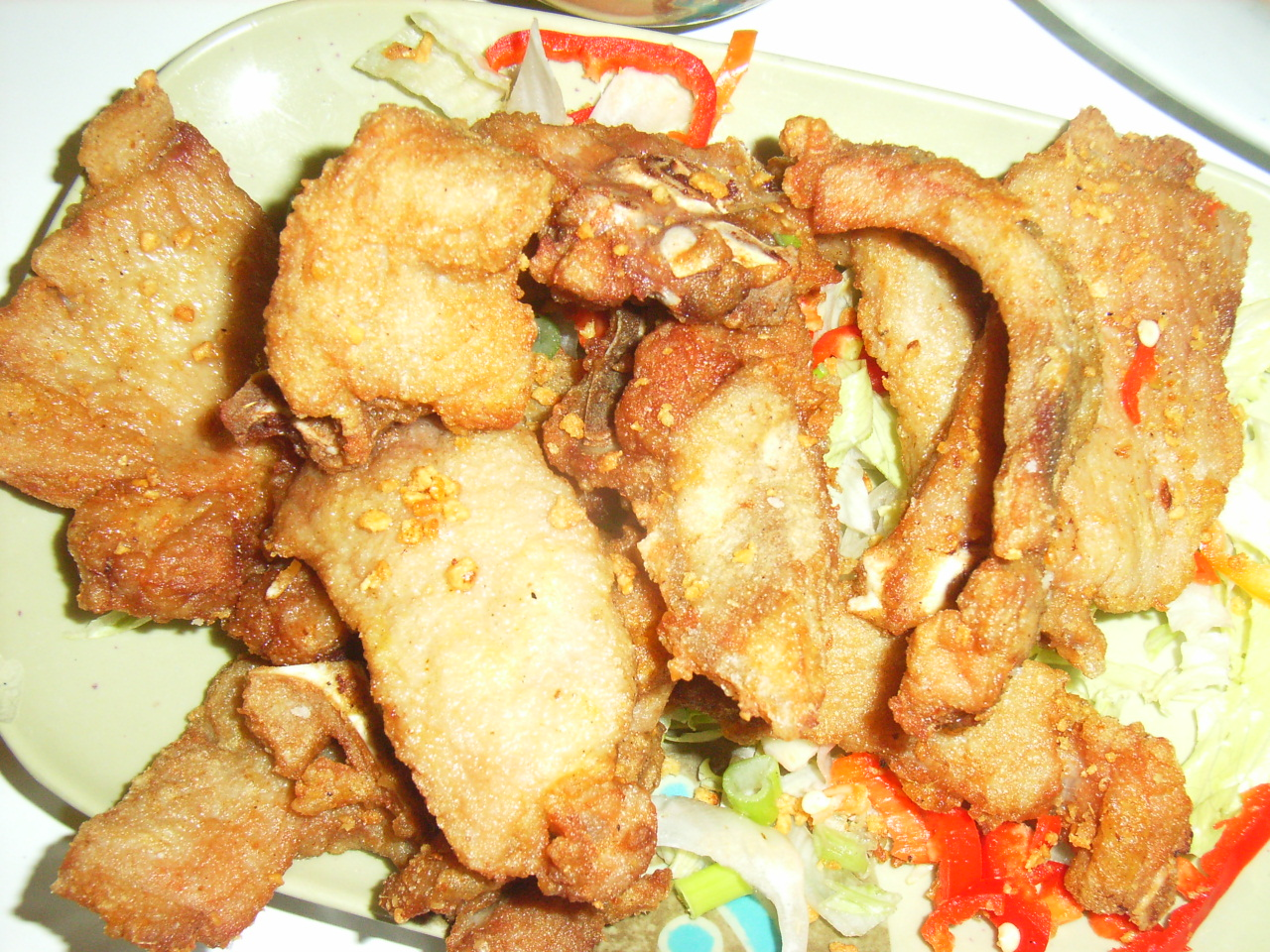
炸豬排

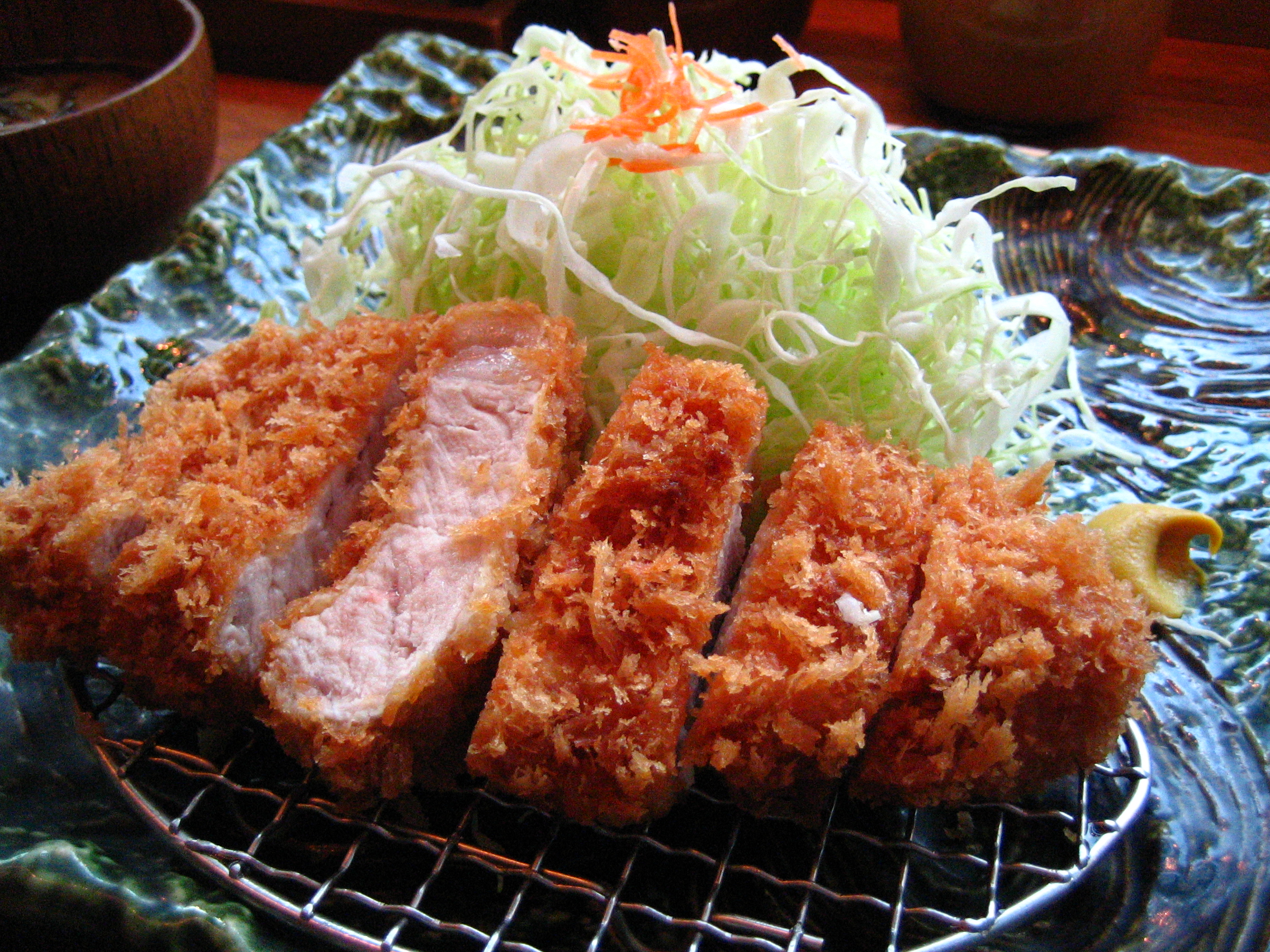
吉列豬排

，是西餐中最常見的食物之一，是塊狀的豬肉，通常是位於近肋骨的豬柳位置。烹調方法以煎、燒烤和炸（cutlet）為主，有時會佐以白飯和豬排成為豬排飯。

## 通俗文化
在香港，長相不好看的女性經常被比喻作「豬扒」，長相好看的女姓比喻作「叉燒」。原因是以往賣豬扒的時候，豬扒會被一堆堆的放在枱上擺賣，形容長相不好的女性一大堆被隨意擺放。而叉燒是吊在勾上，形容長相好看的女性會「吊高嚟賣」。